# 阿榜糕

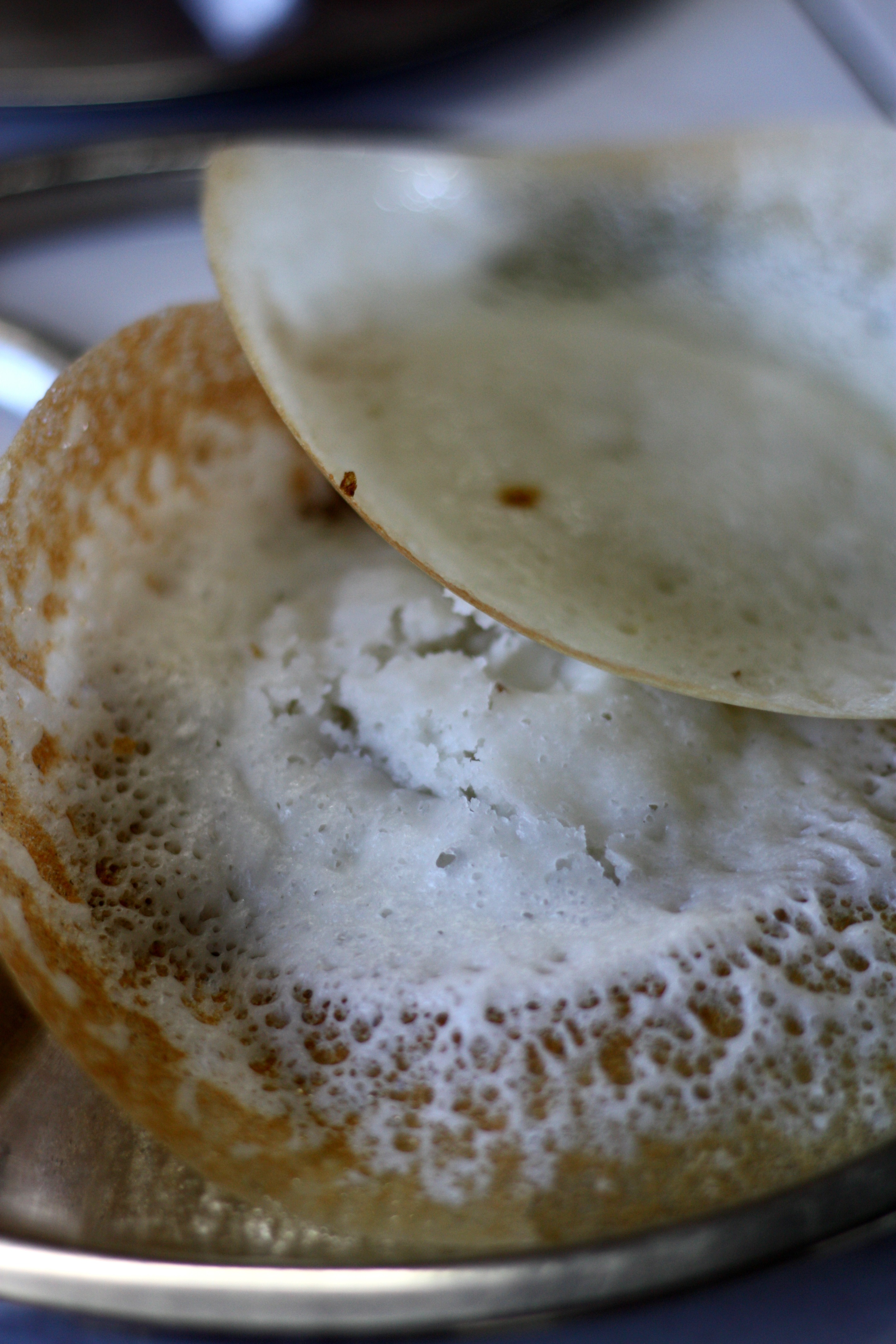
阿榜糕

阿榜糕（馬來文：Apom或Apong）是一道流行於馬來西亞的街頭小吃。
在發酵後的米漿加入椰漿和砂糖，放入小鐵鑊將粉漿烙成圓形，再取出對折成半圓形。該糕點源自於南印度，與曼煎粿類似，也經常被誤認，不過兩者的口感與味道不相同，阿榜糕的口感較為軟嫩，且充滿椰漿的香氣和米漿發酵的酸味。其口感香脆，而中間部分則軟嫩成糕，並且會搭配不同的餡料。此糕點在2012年5月被馬來西亞國家文物遺產局列為國家文化遺產（顯著文化遺產及非顯著文化遺產）之一。无论是当地人还是游客，都可以尝到这种美味的糕点，并体验其中所蕴含的文化魅力。

## 來源

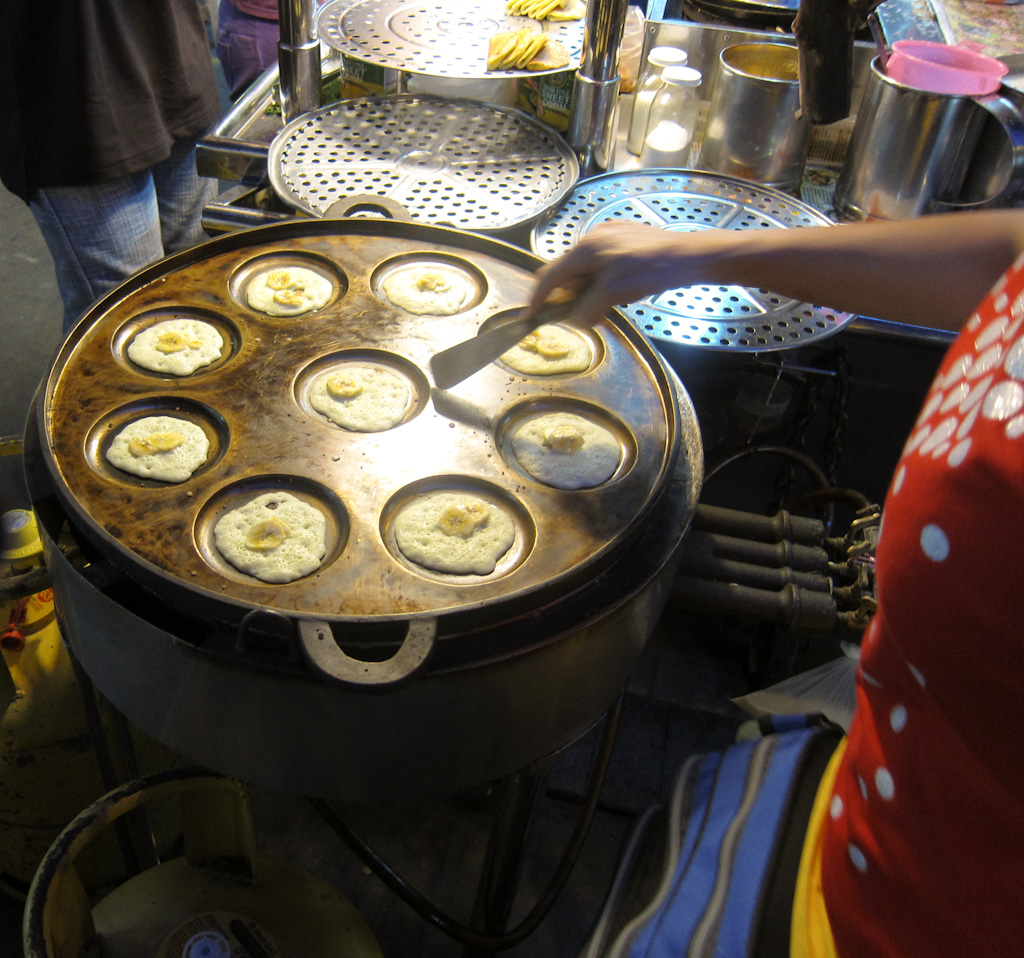
小販正在烘製阿榜糕

阿榜糕的名稱是由馬來文——Apom或Apong音譯而成，該名稱來源自淡米爾文的ஆப்பம்（Appam），是隨著早期南印度籍勞工的腳步而流傳至馬來半島一帶。原本的阿榜糕只是將米漿與椰漿混合，在粉漿發酵後，放入鐵盤或陶鍋內烙熟，再蘸點咖哩使用，偶爾會在烘製的過程中，打入一顆雞蛋，為南印度民眾的經典早餐。在流傳至馬來半島後，符合當地民眾的口味，開始在粉漿中加入砂糖，製成不用蘸醬的甜口味，也開始在烘製的過程中，加入甜玉米、香蕉片、椰絲或加了白砂糖的花生碎粉等，成為馬來西亞人一般在早餐、下午茶或飯後享用的甜點。不過，原本無糖口味的Appam在馬來西亞的南印度料理或嘛嘛檔（Mamak）依舊盛行。

## 製作
早期售賣這類甜點多為印度人，在傳入馬來西亞華人社區後，在不少的街頭、夜市或巴剎內售賣這糕點的人士改為華人為主，一家老小皆喜爱。目前在马来西亚当地，也出現越来越多的馬來人開始售賣此糕點。原本這糕點多使用陶鍋和炭火來烘製，隨著華人加入，加上陶鍋的使用較為麻煩，而改用了小鐵鑊，也可以提升制作效率。受到曼煎粿的影響，目前馬來西亞社區也流行其較為薄脆的阿榜糕，使用鐵鑊方便將阿榜糕烘製成薄如紙的形狀，抹上牛油，撒上满满的白砂糖花生碎，使其吃起來酥酥脆脆，容易碎滿地。目前僅有少數攤販是堅持使用陶鍋製造此糕點，主要集中在檳城。

## 分派
隨著不同種族開始售賣這類糕點，使得這糕點開始在分成兩個派別，即印度派及娘惹派的阿榜糕，印度派的阿榜糕較薄較脆，在烘製的過程中會加入雞蛋，使其充滿蛋香味，同時會使用香蕉葉將它裝起；娘惹派的亞榜糕是早期娘惹們在學製這糕點時，在粉漿內加入椰絲，使其椰香味更為濃郁，使用圓盤銅模進行烘烤，在烤製半熟時加入香蕉片或玉米粒，烤熟之後再對折成半圓形，其餅身較厚，一般華人和馬來人所售賣的阿榜糕多為娘惹派。然而早期娘惹因不便隻身出外叫賣，因此都是在家製好後，再交由印度小販挑著扁擔沿街叫賣。因為娘惹派的阿榜糕是對折成半圓形，而馬來文中稱對折為——Balik，因此不少人將娘惹的阿榜糕稱為“Apom Balik”，與曼煎粿的“Apam Balik”類似，使得許多民眾將這兩種糕點的名字弄混淆了。